# 4326 McNally
4326 McNally eller 1982 HS1 är en asteroid i huvudbältet som upptäcktes den 28 april 1982 av den amerikanske astronomen Edward L.G. Bowell vid Anderson Mesa Station. Den är uppkallad efter astronomen Derek McNally.
Asteroiden har en diameter på ungefär 16 kilometer.